# 지게골역
지게골역(Jigegol station, 지게골驛)은 부산광역시 남구 문현동에 있는 부산 도시철도 2호선의 지하철역이다. 인근에 대양전자정보고등학교가 있다.

## 역명 유래
부산 남구 문현동에 있던 옛 지명인 지게골 마을에서 유래되었는데, 산이 마을 양쪽을 에워싸고 있는 형상이 지게문(집 마루나 밖에서 열고 방으로 들어갈 수 있도록 문종이로 문의 안과 밖을 두껍게 싸서 바른 외짝문)과 같다고 하여 붙여졌다.

## 역사
- 2001년 8월 8일 : 부산 도시철도 2호선 개통과 함께 영업 개시

## 역 구조
2면 2선의 상대식 승강장을 가진 지하역이다. 스크린도어가 설치되어 있다.
대합실을 통과해, 반대편 승강장으로 횡단이 가능하다.

### 승강장
| 못골 ↑ |
| \| 상  |
| ↓ 문현 |

| 상행 | ● 부산 도시철도 2호선 | 대연·금련산·수영·해운대·장산 방면 |
| 하행 | ● 부산 도시철도 2호선 | 서면·사상·덕천·양산 방면          |

## 역 주변
- 문현3동 행정복지센터
- 지게골 복지관
- 문현동 우체국
- 혜산한의원
- 태강한의원
- 한국발명진흥회
- 메가마트 문현점
- 성천초등학교
- 대양고등학교
- 부산중앙고등학교
- 벽산 한성 기린아파트

## 승차량 변동
주변에 역세권이 많지 발달하지 않아서 이용률이 크게 오르지 못하고 있다.
| 역 노선 | 승차 인원 | 승차 인원 | 승차 인원 | 승차 인원 | 승차 인원 | 승차 인원 | 승차 인원 | 승차 인원 | 승차 인원 | 승차 인원 | 승차 인원 | 승차 인원 | 승차 인원 | 승차 인원 | 주 석 |
| 역 노선 | 2002년    | 2003년    | 2004년    | 2005년    | 2006년    | 2007년    | 2008년    | 2009년    | 2010년    | 2011년    | 2012년    | 2013년    | 2014년    | 2015년    | 주 석 |
| ------- | --------- | --------- | --------- | --------- | --------- | --------- | --------- | --------- | --------- | --------- | --------- | --------- | --------- | --------- | ----- |
| 2호선   | 3454      | 3885      | 3835      | 3625      | 3301      | 3090      | 3228      | 3330      | 3443      | 3585      | 3597      | 3673      | 3602      | 3517      | [ 1 ] |

## 인접한 역
| 부산 도시철도 2호선 | 부산 도시철도 2호선   | 부산 도시철도 2호선 |
| ------------------- | --------------------- | ------------------- |
| 214 못골 장산 방면  | ● 부산 도시철도 2호선 | 216 문현 양산 방면  |

## 사진

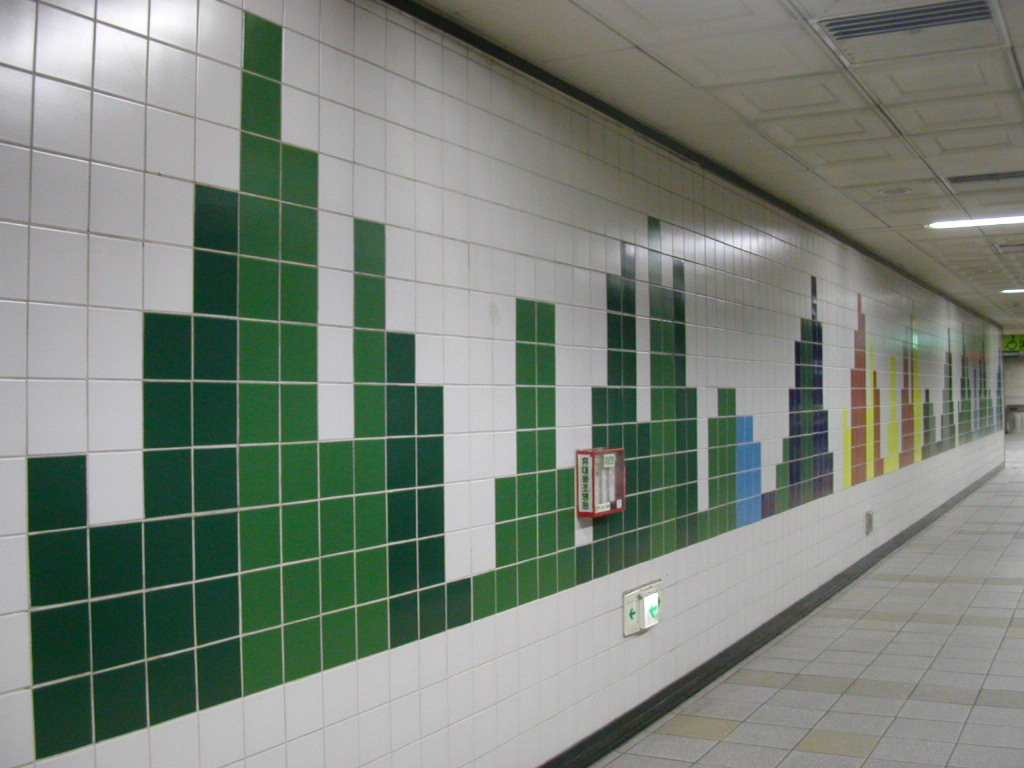
벽화